# Sextus Pompeius

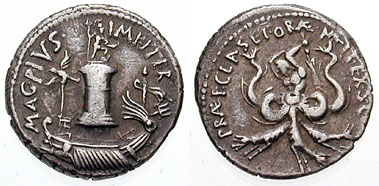
Sextus Pompeius denariusa, az egyik oldalán a messinai világítótorony látható Neptunus szobrával, a másikon pedig az Octavianus flottáját megtizedelő Szkülla (Kr. e. 38. k)

Sextus Pompeius Magnus Pius (Kr. e. 75 – Milétosz, Kr. e. 35) római hadvezér, a Cnaeus Pompeius Magnus kisebbik fia, Octavianus és a második triumvirátus nagy ellensége volt. A Caesar halála utáni években Szicília szigetén gyakorlatilag önálló államot hozott létre, ami jelentős flottájával komoly tényező volt a kor harcaiban.

## A pompeianus táborban
Sextus apjának harmadik, Mucia Tertiával kötött házasságából született, legkisebb fia volt. Féltestvérével, ifjabb Cnaeus Pompeiusszal együtt részt vett apja, a kor egyik legkiválóbb hadvezére hadjáratain. Amikor Kr. e. 49-ben kitört a Julius Caesar és Pompeius közti polgárháború, Sextus mostohaanyjával, Cornelia Metellával Rómában maradt, míg testvére a konzervatív senatorokkal együtt követte a Balkánra menekülő apját.
A Kr. e. 48-as pharszaloszi vereséget követően Cornelia és Sextus Mütilénében csatlakoztak a menekülni kényszerülő családfőhöz, és elkísérték Egyiptomba, ahol azonban a Caesar-barát erők meggyilkolták. Férje halála után Cornelia visszatért Rómába, a két ifjú azonban inkább Africa provinciába ment az ott gyülekező, Juba numidiai király által támogatott pompeianus-republikánus ellenzékiek – így az ifjabb Cato, Quintus Caecilius Metellus Pius Scipio, Titus Labienus, Attius Varus, Marcus Petreius – körébe, akik  erős hadsereget állítottak ki. Caesar Kr. e. 47-ben kelt át Africába, és a következő év elején, Kr. e. 46. május 6-án (az ebben az évben bevezetett Julián naptár szerint február 7.) a thapszoszi csatában tönkreverte őket. Az életben maradt vezetők, így a Pompeius-fiak, Varus és Labienus Hispaniába menekültek, ahol újabb seregeket állítottak ki.
Caesar ismét lecsapott a pompeianusokra, ezúttal végleg szétzúzva őket: a Kr. e. 45. március 17-én vívott mundai ütközetben ismét győzött, és a vezetők közül ezúttal csak Sextus Pompeius élte túl a vereséget, aki Corduba (Córdoba) városát tartotta, majd az ibér törzsek közt rejtőzve és gerillataktikát alkalmazva sikerrel vette fel a harcot Caius Carrinas és Asinius Pollio helytartó hadaival szemben. Caesarnak már nem maradt ideje arra, hogy leszámoljon vele, mivel Kr. e. 44. március 15-én Cassius és Brutus összeesküvése végzett vele.
Végül Marcus Aemilius Lepidusra, Gallia Narbonensis és Hispania Citerior helytartójára hárult a feladat, hogy kiegyezzen vele. Pompeius az apai örökség ígéretének fejében visszatért Rómába.

## Republikánus birodalom Szicíliában
A mutinai háborút követően a senatus Sextus Pompeiust tette meg a flotta főparancsnokává, azonban kinevezését Octavianus gyorsan visszavonatta, és a II. triumvirátus megalakulása után proskribálták a politikust. Ő azonban nem mondott le katonaságáról, és a hajóhad élén Kr. e. 43 őszén megszállta Szicíliát. A sziget a menekülő proskribáltak és a szökött rabszolgák paradicsoma lett. Pompeius flottája elég erős volt ahhoz, hogy gyakorlatilag blokád alá helyezze Itáliát, ami a tömeges rabszolgaszökésekkel együtt katasztrofális csapást mért az élelemellátási helyzetre.
Sextus Pompeiusszal nem lehetett nem számolni. Hadereje túlzottan erős volt ahhoz, hogy háborúban győzzék le (Kr. e. 40-ben például Szardíniát és Korzikát is elfoglalta), a gabonaellátási helyzetet azonban muszáj volt orvosolni. Amikor a perusiai háború miatt feszültté vált a helyzet Antonius és Octavianus között, az előbbi szövetkezett Pompeiusszal és az Jón-tengert uraló Cnaeus Domitius Ahenobarbusszal arra az esetre, ha háború törne ki közte és triumvir társa között. Ezt persze nem hagyhatta figyelmen kívül Octavianus sem, aki a leginkább érdekelt volt az itáliai helyzet rendezésében – ő is közeledett a szicíliai republikánusokhoz, és Kr. e. 40-39 telén feleségül vette Pompeius apósa, Lucius Scribonius Libo húgát, Scriboniát.
Végül feltehetően a tömegek nyomására létrejött a megegyezés Kr. e. 38-ban. A puteoli, más néven misenumi egyezség értelmében Sextus Pompeiusnak fel kellett hagynia Itália blokádjával és a rabszolgák befogadásával, továbbá biztosítania kellett Róma gabonaellátását. Cserében felajánlották neki apja elkobzott birtokait, Achaea provinciát és a consuli hivatalt. A szerződésben egyúttal a proskribáltaknak amnesztiát, a Szicíliába menekült rabszolgáknak pedig szabadságot ígértek. Az egyezményt azonban egyik fél sem tartotta be, így nem csoda, hogy hamarosan kiújultak a konfliktusok.

## A bukás
Már a puteoli egyezmény évében harc kezdődött Octavianus és Pompeius között, azonban a szigeten egyre önkényesebben uralkodó hadvezér tapasztalt, óriási létszámfölényben levő flottája sorra aratta a győzelmeket. Kr. e. 38-ban a Korzikát és Szardíniát kormányzó Menodorus átállt Octavianushoz, így a két sziget elveszett Pompeius számára, azonban tönkreverte Octavianus flottáját.
A következő évben Octavianus kénytelen volt Antoniushoz fordulni segítségért. Ekkor kötötték meg a tarentumi egyezményt (Kr. e. 37 tavasza), amelynek értelmében öt évre meghosszabbították triumviri felhatalmazásukat, és Antonius 120 hadihajót adott Octavianusnak 20000 legionáriusért cserébe. Ez önmagában nem vezetett Sextus Pompeius bukásához: Octavianus kísérleteit sorra megtörte, azonban Marcus Vipsanius Agrippa már két alkalommal is szétverte hajóhadát Kr. e. 36 folyamán (Mylae-nél és Naulochosnál), és Lepidus segítségével megszállta a szigetet.
Sextus Pompeius katonáit hátrahagyva 17 hajóval kelet felé menekült, majd Mütilénén keresztül megérkezett Kis-Ázsiába azzal a szándékkal, hogy Antonius kegyeibe férkőzzön. Mivel azonban Róma ellenségeivel is tárgyalt, és saját hadsereget kezdett kiépíteni, az együttműködés nem jött létre. Régi szövetségesei elhagyták, ő pedig nem tudta felvenni a harcot a hatalmas fölényben levő üldözőivel szemben, noha egy ideig ügyesen manőverezett ellenük. Végül feltétel nélkül megadta magát, az ellene vonuló hadat vezető Publius Titius pedig kivégeztette Milétosz városában.